# Fonterutoli
Fonterutoli is een plaats (frazione) in de Italiaanse gemeente Castellina in Chianti.